# Alveopora excelsa
Alveopora excelsa är en korallart som beskrevs av Addison Emery Verrill 1864. Alveopora excelsa ingår i släktet Alveopora och familjen Poritidae. IUCN kategoriserar arten globalt som starkt hotad. Inga underarter finns listade i Catalogue of Life.